# والینوس
والینوس (به پرتغالی: Valinhos) یک منطقهٔ مسکونی در برزیل است که در ایالت سائو پائولو واقع شده‌است. والینوس ۱۴۸٫۵۴ کیلومتر مربع مساحت و ۱۲۰٬۲۵۸ نفر جمعیت دارد و ۶۶۰ متر بالاتر از سطح دریا واقع شده‌است.

## خواهرخوانده
شهرهای بیت‌لحم و کاوارتزره خواهرخوانده‌های والینوس هستند.